# Charles Hatchett
Charles Hatchett (Londres, 2 de gener de 1765 - Chelsea, 10 de febrer o 10 de març de 1847), va ser un químic anglès que va descobrir un nou element, el niobi.
Charles Hachett va néixer i viure a Londres. El 24 de març de 1787, amb Elizabeth Collick a la St Martin in the Fields.
A més de treballar en els negocis familiars, Hatchett era un distingit químic i es va convertir en membre de la Royal Society el 1797. Fruit d'una llarga investigació analítica de minerals al seu laboratori personal.
Durant el segle xix 51 nous elements, més de la meitat dels elements estables de la taula periodica, van ser descoberts, i el niobi va ser dels primers d'aquesta gran descoberta de nous elements.
Charles Hachett va descobrir el niobi, mentre analitzava una mostra de minerals del Museu Britànic. La mostra analitzada era originària d'Amèrica del nord, Hatchett va anomenar aquest nou element Columbio (Cb) en honor de Cristòfor Colom, qui va descobrir Amèrica.
Aquest element amb nombre atòmic 41, és anoment actualment Niobi, encara que el dia d'avui hi ha qui el segueix anomenant columbi.
El 1949, a la Unió Internacional de Física Quinzè Congrés i Química, niobi va ser declarat ser el nom oficial per a l'element de nombre atòmic 41.

## Premis Charles Hatchett
El Niobi com a element d'aliatge s'utilitza en una amplia gamma de components i materials. Per celebrar la importància del niobi i la seva contribució a la civilització, una empresa brasilera va iniciar el 1979 un premi, que porta el nom del Químic Charles Hatchett.